# Hangimiz Sevmedik
Hangimiz Sevmedik (en español: ¿Cuál de nosotros no le gustó?) es una serie de televisión turca emitida en TRT 1. La ficción, protagonizada por Yeliz Kuvancı y Can Yaman, se emitió entre el 15 de julio de 2016 y el 22 de mayo de 2017.

## Trama
Tarık (Can Yaman) e Itır (Yeliz Kuvancı) son dos jóvenes que se casaron en secreto en el último curso de universidad. Tanto la madre de Tarık, Adile (Gül Onat), como el padre de Itır, Münir (Altan Erkekli), son viudos y han estado enfrentados durante 36 años. Aun así, ambos habían estado enamorados en el pasado, pero acabaron casándose con otras personas, cosa que sus respectivos hijos desconocen. A pesar de todo, aunque los padres de Tarık e Itır estén enfrentados, el regreso al barrio de la joven pareja produce una mejora en las relaciones entre ambas familias.

## Reparto
- Yeliz Kuvancı como Itır Yeşil.
- Can Yaman como Tarık Çam.
- Cengiz Bozkurt como Şener Yeşil.
- Altan Erkekli como Münir Yeşil.
- Gül Onat como Adile Çam.
- Bülent Şakrak como İlyas Çiçek.
- Mehtap Bayri como Ayşen Akça.
- Deniz Oral como İhsan Durulmaz.
- Veysel Diker como Şevket Özler.
- Şerif Erol como Hulusi Gültekin.
- Selma Kutluğ como Mürüvvet Erol.
- Tuba Erdem como Şükriye Durulmaz.
- Pelin Ermiş como Emel.
- Erdem Baş como Metin Durulmaz.
- Berfu Öngören como Perran Özler.
- Barış Başar como Zeki Durulmaz.
- Onur Sermik como Halit Güney.
- Funda Bostanlık como Sevda Çam.
- Bağış Angigün como Ahmet Demir.
- Batuhan Uçar como Tuncay Yeşil.
- Doğa Konakoğlu como Feridun Demir.
- Ersin Arıcı como Sami.
- Süleyman AL cómo Polis Süleyman.
- Efe Erkekli como Genç Münir.
- Nergis Taşyürek como Genç Adile.
- Ayten Uncuoğlu como Adalet Hala.
- Ferdi Akarnur como Saim.
- Gazanfer Ündüz como Müteahhit.
- Tayfun Sav como Dr.Talat

## Temporadas
| Temporada | Temporada | Episodios | Rango de episodios | Emisión original    | Emisión original   |
| Temporada | Temporada | Episodios | Rango de episodios | Inicio              | Final              |
| --------- | --------- | --------- | ------------------ | ------------------- | ------------------ |
|           | 1         | 40        | 1 - 40             | 15 de julio de 2016 | 22 de mayo de 2017 |